# Hirondelle à bavette
Hirundo nigrita
Espèce
Statut de conservation UICN

 LC  : Préoccupation mineure
L'Hirondelle à bavette (Hirundo nigrita) est une espèce de passereaux de la famille des Hirundinidae.

## Répartition
Son aire s'étend sur l'Afrique équatoriale.

## Systématique
C'est une espèce monotypique (non subdivisée en sous-espèces).